# Polk (Pensylwania)
Polk – miasto w Stanach Zjednoczonych, w stanie Pensylwania, w hrabstwie Venango. Według danych z 2000 roku miasto miało 1031 mieszkańców.